# Mauna Loa
Mauna Loa najveći je vulkan na Zemlji s obzirom na obujam i jedan je od pet vulkana koji sačinjavaju otok Hawaiʻi u američkoj saveznoj državi Havaji. Tipično za područje sjevernog Pacifika, Mauna Loa je aktivni vulkan u obliku štita, čija se zapremina procjenjuje na 75.000 km3. Visina mu iznosi 4169,40 m, a od podmorskog podnožja 10.099 m. Ipak, susjedni vulkan Mauna Kea viši je za 37 metara.
Havajsko ime Mauna Loa znači "duga planina". Lava koju vulkan erumpira siromašna je silicijevim dioksidom te se stoga sporo kruti pa Mauna Loa ima blage padine. To također znači da erupcije nisu eksplozivnog karaktera. Premda se procjenjuje da vulkan erumpira preko 700.000 godina i da se uzdigao iznad morske razine prije 400.000 godina, starost stijena na planini iznosi oko 200.000 godina. Magma mu dolazi iz havajske vruće točke, koja je tijekom desetaka milijuna godina stvorila Havajsko otočje. Tektonika ploča predviđa da će se pomicanjem Pacifičke ploče vremenom i Mauna Loa udaljiti od vruće točke te da će za 500.000 do milijun godina postati ugasli vulkan.
Posljednja erupcija vulkana dogodila se 1984. godine. Premda u zadnjih dvjestotinjak godina nisu zabilježene ljudske žrtve, erupcije iz 1926. i 1950. godine uništile su neka sela na obroncima, a grad Hilo je dijelom izgrađen na okamenjenoj lavi nastaloj nakon erupcije s kraja 19. stoljeća. S obzirom na potencijalnu opasnost koju predstavlja za okolna urbana područja, Mauna Loa je dijelom programa Decade Volcanoes, koji proučava najopasnije svjetske vulkane, a prati se od 1912. iz Havajskog vulkanskog opservatorija. Blizu vrha vulkana su još dva opservatorija, od kojih jedan proučava atmosferu, a drugi Sunce. Područje nacionalnog parka Havajski vulkani obuhvaća vrh te jugoistočni obronak Mauna Loe, kao i susjedni vulkan Kīlaueu.

## Opis
Kako je istaknuto, Mauna Loa je najveći svjetski vulkan prema zapremini. Gledano iz daljine vulkan ima oblik štita, odnosno duge i blage padine zbog niskog viskoziteta lave. Erupcije su rijetko eksplozivne, što znači da lava teče uz vrlo malo eruptivnog dima i kamenja. Takve se erupcije nazivaju "havajskim". Uobičajeno erupcija počinje otvaranjem procijepa dugog i po nekoliko kilometara kroz koji se pomalja lava. Ova se pojava naziva "vatrenom zavjesom". Nakon nekoliko dana istjecanja lave, vulkanska se aktivnost obično svodi na samo jedan dio pukotine.
Erupcije su se dosad događale u tri područja planine: pri vrhu te u dvije pukotine koje se od vrha protežu u smjeru sjeveroistoka, odnosno jugozapada. Oko 38% erupcija u posljednjih dvjesta godina izbilo je na vrhu vulkana, 31% u području sjeveroistočne pukotine i 25% u području jugozapadne pukotine. Ostalih 6% zbilo se sjeverozapadno od vrha.
Kaldera vrh Mauna Loe naziva se Mokuʻāweoweo. Promjer mu je od 3 do 5 km. Procjenjuje se da je kaldera nastala prije 1000 do 1500 godina, kada je velika erupcija u području sjeveroistočne pukotine ispraznila svu magmu ispod vrha, koji se zatim urušio.
Seizmološki podaci mogu otkriti položaj aktivnih komora magme ispod vulkana. Neke vrste seizmičkih valova (S-valovi) ne mogu putovati kroz tekuće stijenje pa komore magme stvaraju sjene na dobivenim podacima. Poznato je da postoji velika komora s magmom oko 3 km ispod vrha, kao i manje količine magme duž dviju pukotina.
Pasati pušu na Havajima od istoka prema zapadu, a Mauna Loa snažno utječe na lokalnu klimu. Na nižim obroncima, posebice na istoku, padaju velike količine kiše, tako da grad Hilo ima najveću količinu oborina po metru četvornom u SAD-u, a obronci su prekriveni gustom šumom. Nasuprot tome, zapadni su obronci mnogo suši. Na većim se visinama količina oborina smanjuje ili se zbog niskih temperatura pojavljuje u obliku snijega.

## Mokuʻāweoweo
Mokuʻāweoweo je krater (kaldera) na vrhu Mauna Loe, čija se posljednja erupcija dogodila 1984. godine. Iako put do vrha postoji od pamtivijeka, uspon nije lagan te je predstavljao problem za sve koji su podcijenili njegovu težinu. Primjerice, američki je uspon iz 1840., isprva zamišljen kao kraći izlet, potrajao punih mjesec dana. Masa Mauna Loe lako zavara, jer su padine vrlo blage (nigdje ne prelaze 12°), zbog čega je jako teško predvidjeti stvarno vrijeme potrebno za uspon.
Krater je dug 4800, a širok 2400 metara. Dva pokrajna kratera, nazvana North Pit ("Sjeverna jama") i South Pit ("Južna jama"), djelomice su spojena s Mokuʻāweoweom, dok se jugozapadno nalaze manji krateri Lua Hou ("Nova jama") te Lua Hohonu ("Duboka jama").
Ime kratera dolazi od naziva crvene havajske ribe ʻāweoweo (Priacanthus meeki), na čiju je crvenu boju lokalno stanovništvo asocirala boja eruptivne lave.
Mokuʻāweoweo je danas u području Havajske vulkanske divljine (Hawaii Volcanoes Wilderness area), dijelu nacionalnog parka Havajski vulkani.

## Geologija i povijest

### Podrijetlo
Smatra se da je Mauna Loa počela erumpirati prije 700.000 do milijun godina. Od tada je konstantno rasla zbog okamenjene lave. Kao i svi otoci u sklopu Havajskog otočja, i Mauna Loa potječe iz Havajske vruće točke, izvora magme koji se uzdiže iz dubina Zemljina plašta. Vruća točka je nepomična, dok se Pacifička ploča iznad nje pomiče oko 10 cm godišnje. Uzdizanje vrele magme stvara vulkane, koji onda erumpiraju nekoliko milijuna godina prije nego što ih pomicanje Pacifičke ploče udalji od najintenzivnije vulkanske aktivnosti.
Havajska vruća točka postoji barem 80 milijuna godina, a od nje se proteže lanac starih vulkana dug gotovo 5800 km. Vruća točka danas lavom napaja pet vulkana: Mauna Lou, Kīlaueu i Hualālai na otoku Hawaiʻi, Haleakalu na otoku Maui te Loʻihi, podmorski vulkan južno od otoka Hawaiʻi, ujedno i najmlađi havajski vulkan. Mauna Loa je najveća od navedenih, a Kīlauea ima najintenzivniju vulkansku aktivnost.

### Pretpovijesne erupcije
Pretpovijesne erupcije Mauna Loe pomno su istražene metodom 14C datiranja (pomoću radioaktivnog izotopa ugljika 14C) tako da su se analizirali fragmenti ugljena pronađenog u lavi. Pretpovijesna je aktivnost planine među najbolje istraženim uopće. Studije su pokazale da se u početku (nekoliko stotina godina) događa aktivnost u vrhu, nakon čega su aktivne bočne pukotine, da bi se nakon toga aktivnost ponovo vratila na vrh vulkana. Prepoznata su dva ciklusa, svaki po 1500-2000 godina, što je jedinstveno za Mauna Lou u okviru havajskih vulkana.
Prije 6000-7000 godina Mauna Loa bila je uglavnom neaktivna, čemu je uzrok još nepoznat - sličan slučaj nije pronađen kod drugih havajskih vulkana, osim kod onih danas ugaslih. Prije 8000-11000 godina vulkanska aktivnost Mauna Loe bila je žešća no danas. Procjenjuje se da se rast planine usporio u posljednjih 100.000 godina. Moguće je da se vulkan bliži kraju razdoblja formiranja svoje bazaltne baze.

## Uspon na Mauna Lou

### Prapovijest
Planinarski put ʻAinapō utaban je u prapovijesti. Počinje u selu Kapāpala te se uzdiže 3400 metara do vrha. Put je dug 56 km. Domoroci su put koristili kako bi prinosili žrtve božici vatre Pele tijekom erupcija vulkana. Uspon bi obično potrajao nekoliko dana pa je usput osnovano nekoliko postaja u kojima bi se putnici snabdijevali hranom i vodom.

### John Ledyard
Američki istraživač John Ledyard poveo je u siječnju 1779. ekspediciju na Mokuʻāweoweo tijekom trećeg putovanja kapetana Jamesa Cooka. Pokušali su teški uspon izravno iz zaljeva Kealakekua, no odustali su nakon prijeđenih 38 kilometara misleći kako do vrha imaju još 20-ak km. Zapravo je najkraći put iz zaljeva Kealakekua dug 33 kilometra.

### Archibald Menzies
Škotski prirodoslovac Archibald Menzies, tada u službi britanskog pomorca i istraživača Georgea Vancouvera, predvodio je 1794. prvu skupinu za koju postoji pisani dokument o uspješnom usponu na Mokuʻāweoweo. Godinu prije pokušao je uspon sa zapada, ali je odustao, no sljedeće se godine uspješno popeo na vulkan Hualālai na sjeverozapadnom dijelu otoka. Bezuspješno je pokušao prijeći unutarnji plato između Hualālaija i Mauna Loe.
Menzies je za savjet upitao kralja Kamehamehu I., koji mu je objasnio da se čamcima može prebaciti do južne strane otoka i potom slijediti domorodački put ʻAinapō. To je Menzies i napravio te se na Mokuʻāweoweo uspeo 16. veljače. Na vrhu Mauna Loe barometrom je procijenio visinu na 4156 metara, što je odstupanje od svega 13 metara od danas izmjerene visine (4169 m). Iznenadio ga je snijeg na vrhu planine i temperature ispod nule. Također je ponovo krivo procijenio vrijeme potrebno za uspon tako da je iscrpio sve zalihe hrane ekspedicije.

### Ostali značajni usponi
Dana 29. siječnja 1834., 40 godina nakon Menziesa još se jedan Škot, botaničar David Douglas uspeo do vrha, također ʻAinapō putem. Misionar Joseph Goodrich navodno se na Mauna Lou popeo negdje u isto ovo vrijeme, premda on sam to nikada nije potvrdio. Poznato je da se popeo na Mauna Keu, odakle je teleskopom promatrao i opisao Mokuʻāweoweo.
Isidor Löwenstern se u veljači 1839. uspeo na Mauna Lou, što je bio tek treći uspješan zabilježeni uspon u 60 godina.

### Wilkesova ekspedicija
Američka ekspedicija koju je predvodio admiral (tada poručnik) Charles Wilkes imala je od 1838. za zadaću istražiti područje Tihog oceana. U rujnu 1840. pristigli su u Honolulu, gdje su brodski popravci potrajali dulje od planiranog te je Wilkes odlučio zimu provesti na Havajima i istražiti vulkane. Kralj Kamehameha III. dodijelio je ekspediciji kao prevoditelja liječnika Gerrita P. Judda.
Odlučivši da će se prvo penjati na Mauna Lou, što je izgledalo kao lakši uspon u odnosu na Mauna Keu, Wilkes je poveo ekspediciju u Hilo, gdje je 14. prosinca unajmio oko 200 nosača, što se ispostavilo nedovoljnim za količinu opreme i namirnica koje je ekspedicija nosila. Stoga je naknadno unajmljeno još nosača. Nakon što su dospjeli do Kīlauee, Wilkes je odbio ići ʻAinapō putem te je umjesto toga naredio da se počne krčiti put kroz gustu vegetaciju, što je naišlo na neodobravanje domorodaca koji su šumu smatrali svetom.
Na otprilike 1800 metara ekspedicija je na rubu šume podigla logor kojeg su nazvali Sunday Station ("Nedjeljna postaja"). Tu su im se pridružila još dva vodiča, koji su Wilkesu objasnili da je do vrha još jako daleko i da nisu prešli ni polovicu puta. Nosači su tada poslani 15 km natrag do početka ʻAinapō puta po vodu, pošto u samom Sunday Stationu vode nije bilo. Nakon što je obnovila zalihe, ekspedicija je nastavila uspon do sljedećeg logora (Recruiting Station) na oko 3000 metara visine. Sljedećeg su dana došli na ʻAinapō put i osnovali treći logor, Flag Station. Većinu je nosača Wilkes poslao po namirnice, a preostali su članovi ekspedicije sagradili sklonište od vulkanskog stijenja i prekrili ga šatorskim krilima, no ona su te noći popustila pod težinom snijega.
Konačni je uspon započeo 23. prosinca i sljedećeg je dana devetoročlana skupina dosegla rub kratera Mokuʻāweoweo. Na koordinatama 19°27′59″N 155°34′54″W / 19.46639°N 155.58167°W podigli su šator, osiguran blokovima vulkanskog stijenja. Sljedeće jutro nisu uspjeli upaliti vatru zbog manje količine kisika na toj nadmorskoj visini, a mnogi su oboljeli od visinske bolesti. Prošao je cijeli tjedan dok sva oprema nije donesena do vrha, uključujući i njihalo za mjerenje sitnih odstupanja u gravitaciji.
Do 31. prosinca 1840. izgrađena je baza za njihalo, a za tri dana su počeli i eksperimenti, koji su većinom bili neuspješni zbog buke jakih vjetrova i razlika u temperaturi koje su oni stvarali. Dana 11. siječnja 1841. Wilkes je obišao krater. Tada je golim okom procijenio da je Mauna Kea viša za 60 metara (moderna mjerenja kažu da je razlika 37 metara). Za dva dana je ekspedicija napustila vrh, a otok 5. ožujka. Unatoč velikim naporima, Wilkes nije dobio nikakve značajnije rezultate u mjerenju gravitacije. Ipak, uspon na Mauna Lou je od povijesnog značaja jer su ruševine logora danas jedini poznati fizički dokaz Wilkesove ekspedicije u Tihom oceanu.

### Moderna povijest
Planinarska kućica na vrhu Mauna Loe izgrađena je 1934. godine od vulkanskog stijenja i žbuke, a u gradnji su korištena i neka kamenja iz Wilkesovog logora.
Godine 1916. Mokuʻāweoweo je uvršten u područje nacionalnog parka Havajski vulkani, a nova je staza spojila vrh sa sjedištem nacionalnog parka na Kīlauei, što je još izravnija ruta od one koju je probio Wilkes. Ovaj je put, koji do vrha stiže s istočne strane, postao glavni put uspona zbog lakšeg pristupa i blaže padine. Povijesni je put ʻAinapō obnovljen tijekom 1990-ih, a postoji i treći put do vrha, onaj koji vodi od Saddle Roada do opservatorijâ.

## Poznate erupcije Mauna Loe
Prva zabilježena erupcija datira od 1832. godine, a od tada se pamte 32 erupcije. Uobičajeno erupcije Mauna Loe počinju na Mokuʻāweoweou i kasnije se premjeste na jednu od pukotina na nižim nadmorskim visinama. Često većoj pukotinskoj erupciji godinu dana prije prethodi manja erupcija vrha, što se dogodilo 1880., 1940. i 1949., prije masivnih bočnih erupcija iz 1881., 1942. i 1950. godine. Ukupno su ove erupcije prekrile lavom preko 800 km2 padina, a obično su bile kratke, no intenzivne, s oko 0,25–0,5 km³ erumpirane lave tijekom par tjedana.
Najistaknutije povijesne erupcije Mauna Loe, s istjecanjem velikih količina lave u šume i u poljoprivredna područja zbile su se 1855., 1881., 1935., 1942. i 1950. na području sjeveroistočne pukotine, a 1887., 1907., 1916., 1919., 1926. i 1950. na području jugozapadne pukotine. Također je 1859. bila značajna erupcija u nižem području vulkana.
Godine 1935. kretanje lave prema Hilu pokušalo je spriječiti Ratno zrakoplovstvo SAD-a. Pet bombardera iz 23. i 72. bombarderske eskadrile bacilo je bombe na put lavi kako bi je skrenulo od Hila. Premda se taj potez isprva činio uspješnim, erupcija je prestala šest dana poslije pa je efekt bombardiranja ostao nepoznat.
Erupcija iz 1950. izbacivala je lavu iz pukotine duge 20 km, u smjeru od kratera Lua Hou prema jugozapadu. Prvi je istjek bio dug 24 km, od pukotine na 2800 m visine do oceana, a zbio se u samo tri sata tijekom noći. Drugi je istjek slijedio neposredno za prvim i odrezao je odstupnicu stanovnicima sela Hoʻokena . Srećom se istjek lave nastavio južnije prema oceanu i zaobišao je selo.
Zasad posljednja erupcija Mauna Loe dogodila se 25. ožujka 1984. godine. Počela je manjom erupcijom Mokuʻāweowea, koju je slijedilo veliko istjecanje lave s manje nadmorske visine, koje je čak zaprijetilo i Hilu. Otvorile su se sjeverozapadna i jugoistočna pukotina od vrha do 2900 metara nadmorske visine. Istjek lave ipak se zaustavio 4 km od Hila, tri tjedna nakon početka erupcije.
Trenutačno je razdoblje neaktivnosti vulkana najduže otkad se bilježe njegove erupcije.

### Nedavna aktivnost
Od 2002. seizmička se aktivnost vulkana povećava. Zidovi kratera razmiču se stopom od 5 cm godišnje, što se tumači kao znak da se magmom puni komora smještena oko 5 km ispod vrha. Ova se povećana aktivnost pažljivo promatra i bilježi se njeno povremeno usporavanje pa čak i prestanak, no uvijek počne iznova. Iz svega ovoga znanstvenici tumače da je povećana vjerojatnost nove erupcije Mauna Loe u narednih nekoliko godina.
Također su od srpnja do prosinca 2004. zabilježeni brojni dubinski potresi. Isprva samo jednom dnevno, potresi su vremenom narasli do petnaestak dnevno. Nakon što su u prosincu potresi prestali, ne bilježi se značajnije podrhtavanje tla.

## Mauna Loa i Kīlauea
Vulkan Kīlauea leži jugoistočno od Mauna Loe. Isprva je smatran njenim dijelom, no istraživanja su pokazala da ima vlastitu komoru magme te je postalo jasno da se radi o zasebnom vulkanu. Ipak, postoji značajna povezanost među njima, kao što je bilo u razdobljima između 1934. i 1952. godine, kada je samo Mauna Loa bila aktivna te između 1952. i 1974. godine, kada je samo Kīlauea bila aktivna. Erupcija Mauna Loe iz 1984. zapravo je počela za vrijeme erupcije Kīlauee, ali nije imala primjetnog odjeka na erupciju manjeg vulkana, što se kroz povijest znalo događati.
Zanimljivo je i da je širenje kratera Mokuʻāweoweo počelo isti dan 2002. kada se zbio veliki istjek lave iz kratera Kīlauee. Geolozi smatraju da je taj istjek izazvan pulsom magme Mauna Loe.

## Žrtve i šteta
Kako erupcije havajskih vulkana u većini slučajeva nisu eksplozivnog karaktera, rijetke su i ljudske žrtve, od kojih je posljednja zabilježena prilikom erupcije Kīlauee 1924. godine. Puno su veće materijalne štete koje nastaju pri istjeku lave na poljoprivredne površine, ceste i sl. S obzirom na to da je otok Hawaiʻi najveći u saveznoj državi, na obroncima Mauna Loe je i najveći prostor za širenje ljudskih nastambi. Populacija tu raste stopom od 3% godišnje, čime se potencijalna opasnost neke nove erupcije za ljudske živote stalno povećava.
Istjek lave predstavlja najveću opasnost kod havajskih vulkana. Premda lava obično napreduje brzinom hoda (nekakvih 3 km/h), pri erupciji Mauna Loe zna se dogoditi istjek enormnih količina lave koja onda dobiva na brzini. Primjerice, erupcija iz 1984. izbacila je u tri tjedna količinu lave koju Kīlauea izbaci za tri godine.
Dvije zabilježene erupcije Mauna Loe uništile su naselja, 1926., kada je selo Hoʻōpūloa Makai u potpunosti prekrila lava te 1950., kada je stradalo selo Hoʻokena Mauka. Grad Hilo je dijelom izgrađen na lavi iz erupcije 1880. – 1881. i na putu je budućim istjecima.
Havajska riječ Pāhoehoe označava "glatku" lavu, zapravo bazaltnu lavu s glatkom ili valovitom površinom. Takva površina nastaje zbog kretanja vrlo fluidne lave ispod same stvrdnute kore. Termin potječe od američkog geologa Clarencea Duttona.

## Opasnost od urušavanja
Potencijalno veća opasnost od samih erupcija je moguće urušavanje bokova Mauna Loe. Duboki rasjedi omogućavaju bočnim dijelovima havajskih planina da skliznu u more, što bi, ako se takvo urušavanje dogodi odjednom, moglo izazvati potres magnitude 9 na Richterovoj ljestvici, nakon čega bi slijedio katastrofalni cunami. Najpoznatiji je primjer područja Hilina na južnim obroncima vulkana Kīlauea, koje se pažljivo promatra od početka 1990-ih iz bojazni od urušavanja. Smatra se da je zaljev Kealakekua na zapadnom obronku Mauna Loe nastao jednim takvim urušavanjem. Podmorsko je istraživanje otkrilo brojna klizišta uzduž Havajskog lanca i dokaze o dva divovska cunamija: jedan se zbio prije 200 tisuća godina, s valovima visokim 75 m, a onaj od prije 100 tisuća godina, koji je pogodio otok Lānaʻi, imao je valove visoke čak 325 m.
Primjer opasnosti iz moderne povijesti dogodio se 1975. godine, kada se područje Hilina iznenada pomaknulo za nekoliko metara što je izazvalo potres magnitude 7,2 po Richteru, koji je za posljedicu imao manji cunami. Pritom je poginulo nekoliko izletnika.

## Motrenje vulkana
Mauna Loa je vulkan koji je pod stalnim nadzorom. Havajski vulkanski opservatorij (Hawaiian Volcano Observatory - HVO) osnovan je 1912. godine s ciljem promatranja svih havajskih vulkana i vremenom je razvio brojne tehnike kojima se može predvidjedi neposredna erupcija Mauna Loe i drugih vulkana. Od tih je tehnika najčešće upotrebljavana seizmometrija. Samo na otoku Hawaiʻi postoji preko 60 seizmometara, što znanstvenicima omogućava mjerenje intenziteta i položaja stotina malih potresa svakoga tjedna. Često se dogodi da intenzitet broja potresa poraste pred erupcije, kako je bio slučaj prije erupcija 1975. i 1984. Tada je zabilježena povećana seizmička aktivnost na dubinama manjim od 13 km.
Druga vrsta seizmičkih aktivnosti događa se nekoliko sati prije erupcije. Takozvano "harmonijsko podrhtavanje" zapravo je neprekidna trešnja koja ne nalikuje na uobičajenu seizmičku aktivnost, a vjeruje se da ju uzrokuje brzo podzemno kretanje magme. Trešnja vulkana obično znači neposrednu blizinu erupcije, premda može biti prouzročena i kretanjem magme na manjim dubinama, bez njenog izbijanja na provršinu.
Još jedan važan indikator događanja unutar vulkana je oblik planine. Uređaj nazvan tiltmetar mjeri veoma male promjene u obliku planine, a osjetljiva oprema mjeri udaljenosti između dvije točke. Kada magma počne puniti komore ispod vrha i pukotine, planina se poveća za 7–8 cm, što je zabilježeno prije erupcija 1975. i 1984. i smatra se gotovo sigurnim načinom predviđanja skore erupcije.

## Opservatoriji
Položaj Havaja unutar Tihog oceana i visina Mauna Loe pogodni su za promatranje atmosfere, nebeskih tijela i druga slična istraživanja. Solarni opservatorij (Mauna Loa Solar Observatory - MLSO), izgrađen na sjevernom obronku na 3440 metara, već je dugo vremena značajan u promatranju Sunca.
U blizini se nalazi Mauna Loa Observatory (MLO). S obzirom na njegov povoljan položaj iznad svjetlosnog zagađenja, znanstvenici iz MLO-a promatraju Zemljinu atmosferu, uključujući i kretanje stakleničkih plinova ugljikova(IV) oksida. Prilikom mjerenja u obzir se uzima utjecaj vulkana na koncentraciju CO2.
Od listopada 2006. na Mauna Loi se nalazi i radio teleskop AMiBA (Array for Microwave Background Anisotropy), koji istražuje podrijetlo svemira promatranjem kozmičkog mikrovalnog pozadinskog zračenja.
Havajski vulkanski opservatorij ima na Mokuʻāweoweu seizmičke senzore i web kameru.

## Mauna Loa u mitologiji
Havajska je mitologija bogata i kreativna i iz nje se može doznati mnogo o havajskoj domorodačkoj kulturi. Mnoge pripovijesti za temu imaju božanstva koja su, prema domorocima, nastanjivala otok Hawaiʻi i Mauna Lou.

### Papahanaumoku i Wakea
Papahanaumoku, poznata i kao Papa, božica je zemlje i majka svih božanstava Mauna Loe dok je Wakea, bog neba, njihov otac. Neki od starosjedilaca još štuju ovaj par, posebice Papu, koja ima poseban status među domorodačkim ženama s područja Mauna Loe. Kao što je slučaj i u antičkim mitologijama, rodbinski povezana božanstva ponekad su međusobno sklapala brakove. Tako jedan mit navodi da su Papahanaumoku i Wakea imali kćer Hoʻohokukalani, s kojom je Wakea kasnije spavao. Njihova se kćer smatra majkom svih ljudi na Mauna Loi.

### Kanaloa
Jedno od četiri glavna božanstva u havajskoj mitologiji, Kanaloa je bog mora. Obično ga se prikazuje u obliku hobotnice. Uz to što nadzire ocean, koji je oduvijek imao važno mjesto u havajskoj kulturi, Kanaloa je također uputio drevne duhove u vještinu magije. Jedan mit kaže da je Kanaloa bio predvodnik pobune protiv ostalih bogova, a predvodio je vojsku duhova. Neki ga mitovi navode kao gospodara podzemnog svijeta, po čemu je dosta sličan Hadu iz grčke mitologije. Doduše, postoji mogućnost da su mu ovu ulogu dodijelili rani europski misionari na Havajima.

### Pele
Pele je možda i najpoznatije božanstvo Mauna Loe. Božica je vatre, munje i vulkanâ, divlja i neukrotiva žena žestoke prirode i vatrene naravi. Legenda kaže da je Pele živjela u vatrom ispunjenom krateru vulkana Kīlauea, odakle je upravljala svim vulkanima na Havajima. Ispočetka je bila božica vodâ, no kasnije je promijenila element te se počela bojati oceana pa je za svoje stanište izabrala otok Hawaiʻi i Mauna Lou, jer je jedino tu snažni oceanski valovi nisu mogli doseći. Pele je imala mnoštvo ljubavnika, a većinu je njih ubila erupcijom lave. Drugi mit kaže da su stupovi od vulkanskog kamenja razbacani po Mauna Loi zapravo tijela nesretnih ljubavnika vatrene božice.
Pele je bila izuzetno štovana, a žrtve su joj se prinosile na vrhovima svih vulkana na otoku, posebice tijekom erupcija kako bi se odobrovoljila. Smatrana je vrlo ljubomornim božanstvom i vjerovalo se da kažnjava one koji bi se drznuli krasti kamenje s njenih oltara. Kaže se da njeno pojavljivanje u crvenoj odjeći predskazuje erupciju vulkana.

### Kupua
Riječ Kupua u havajskoj mitologiji označava skupinu nestašnih varalica, duhova koji su imali sposobnost promjene oblika. Pojavljivali su se kao cvijeće, drveće, oblaci, morski psi, školjke, često samo kao vjetar, a ponekad bi poprimili i ljudsko obličje. Česti su u pričama iz havajske mitologije. Prevrtljivi su i zli, premda ne uvijek. Prema predanju, Kupua po imenu Mamala poprimila bi oblik krokodila ili lijepe i zavodljive žene te se pojavljivala na morskim valovima u podnožju vulkana.

### Maui
Maui je junak iz mitologije Mauna Loe. Pripisuje mu se stvaranje Havajskog otočja. Prema toj je priči Maui sa svojom braćom krenuo jedno jutro u ribolov te mu je udica zapela za dno mora. Prevario je braću rekavši im da je uhvatio divovsku ribu, a oni su mu povjerovali i pomogli mu vući. Tako su jako vukli da su na površinu izvukli oceansko dno, stvorivši tako otoke Havajskog arhipelaga.
Mauiju se pripisuje i da je jednom lasom uhvatio sunce i natjerao ga da se kreće sporije, čime su dani ljeti postali duži.

## Mauna Loa u nazivlju
Mauna Loa je bio naziv nekoliko američkih brodova od kojih je najpoznatiji SS Mauna Loa, teretni parobrod potopljen u japanskom bombardiranju Darwina u veljači 1942. godine.
Najveća svjetska tvrtka za preradu australskog oraha (makadamije) zove se Mauna Loa Macadamia Nut Corporation i nalazi se blizu Hila u podnožju planine. Biljka Argyroxiphium kauense iz reda Asterales, koja raste na obroncima planine, na engleskom se naziva Mauna Loa silversword ("Srebrni mač s Mauna Loe").
Brojni su restorani, noćni klubovi i barovi dobili ime po divovskom vulkanu, od kojih je onaj otvoren 1967. u Detroitu stajao 1,6 milijuna USD.

## Vanjske poveznice
- Mauna Loa na stranici Geoloških istraživanja SAD-a (USGS)  Arhivirana inačica izvorne stranice od 17. studenoga 2014. (Wayback Machine) (engl.)
- Mauna Loa na VolcanoWorldu (engl.)
- Havajski centar za vulkanologiju (engl.)
- Global Volcanism program  Arhivirana inačica izvorne stranice od 14. svibnja 2013. (Wayback Machine) (engl.)
- Mauna Loa Observatory (MLO) (engl.)
- Mauna Loa Solar Observatory (MLSO)  Arhivirana inačica izvorne stranice od 18. ožujka 2015. (Wayback Machine) (engl.)
- Web kamera s Mauna Loe  Arhivirana inačica izvorne stranice od 2. ožujka 2010. (Wayback Machine)